# Ski Dubai
Ski Dubai (tiếng Ả Rập: سكاي دبي) là khu công viên giải trí trượt tuyết mùa đông có mái che khổng lồ rộng 22.500 mét vuông giữa sa mạc của Dubai, Các Tiểu vương quốc Ả Rập Thống nhất. Nó là một phần của trung tâm mua sắm Emirates, một trong những trung tâm mua sắm lớn nhất thế giới. Nó được xây dựng bởi tập đoàn Majid Al Futtaim, cũng là nhà điều hành trung tâm thương mại Emirates với trị giá 275 triệu USD.
Mục đích là xây dựng một dốc trượt tuyết trong nhà, một công viên tuyết và một đường đua xe trượt tuyết trong một mái vòm có nhiệt độ không vượt quá -2 °C vào ban ngày. Do sự khác biệt về nhiệt độ với bên ngoài rất lớn, một công nghệ cách nhiệt đặc biệt đã được sử dụng.
Được khai trương vào tháng 11 năm 2005, khu trượt tuyết trong nhà có một ngọn núi trong nhà cao 85 mét với 5 dốc và độ khó khác nhau, bao gồm một quãng đường dài 400 mét và nhiều tính năng khác nhau được thay đổi thường xuyên. Một thang máy và một thang máy kéo mang ván tuyết và người trượt tuyết lên núi. Tất cả các thiết bị, chẳng hạn như ván trượt và áo khoác được cung cấp cùng với vé và bạn có thể mua thiết bị tại các cửa hàng gần đó. Liền kề sườn núi là một công viên tuyết rộng 3.000 mét vuông bao gồm xe trượt tuyết và xe trượt băng, một đường trượt băng, tháp leo, những quả cầu tuyết khổng lồ và một hang băng. Ski Dubai cũng có một số chú chim cánh cụt được thả ra khỏi hang nhiều lần trong ngày, cho phép chúng ta tương tác trực tiếp với chim cánh cụt.
Trong năm 2007 Ski Dubai đã được trao giải thưởng thành tựu xuất sắc Thea bởi Hiệp hội giải trí theo chủ đề. Khu vực giải trí với tuyết được thiết kế và xây dựng bởi tập đoàn Thinkwell. The Snow Play Area was designed and produced by Thinkwell Group. Ski Dubai mở cửa hàng ngày từ 10:00 sáng đến 12:00 sáng trừ Thứ Bảy và Chủ Nhật từ 9:00 sáng đến 12:00 sáng.
Khu phức hợp mùa đông này có trung bình 2.000 đến 4.000 người mỗi ngày. Nhà điều hành Ski Dubai là Transmontagne, một công ty từ Lyon, Pháp.
Với chiều cao 80 m, 80 m chiều rộng và dài 400 m, phải mất một tháng để giảm nhiệt độ trung bình từ 40 °C xuống nhiệt độ hiện tại bất chấp các bức tường có độ dày lên đến một mét.
Lối vào khu phức hợp là qua trung tâm mua sắm Emirates, một khu mua sắm mở cửa vào cuối năm 2005. Từ đó bạn cũng có thể nhìn qua mặt tiền bằng kính của một số tầng trong khu vực trượt tuyết. Hơn nữa, bạn sẽ tìm thấy ở đây nhiều quán cà phê và khách sạn, một số trong đó mang phong cách dãy Anpơ.

## Giá vé
Vé đi trong ngày có giá khoảng 67 USD (300 AED) cho người lớn và 54 USD (240 AED) cho trẻ em. Đối với một chuyến tham quan hai giờ bạn phải trả ít hơn khoảng 15 euro. Giá vé bao gồm cho thuê thiết bị và quần áo - người hướng dẫn trượt tuyết được tính thêm tiền.

## Thông tin
- 22.500 m² phủ đầy tuyết thật quanh năm (tương đương với 3 sân bóng đá).
- Cao 85 mét, tương đương một tòa nhà 25 tầng và rộng 80 mét.
- Tổng công suất đáp ứng liên tục cho 1.500 người.
- Nhiệt độ vào khoảng từ -1 đến -2 °C vào ban ngày và khoảng -7 °C vào ban đêm khi tuyết được tạo ra.
- Dung tích tuyết là 6.000 m³
- Số lượng máy làm lạnh: 23 máy
- Điều hành: Phil Taylor.
- Phụ trách hướng dẫn trượt tuyết: Julie Dubosq.

## Chỉ trích
Ski Dubai đã bị chỉ trích do một lượng lớn năng lượng mà nó sử dụng để giữ cho tuyết đóng băng và tác động tiêu cực này đến môi trường.

## Hình ảnh

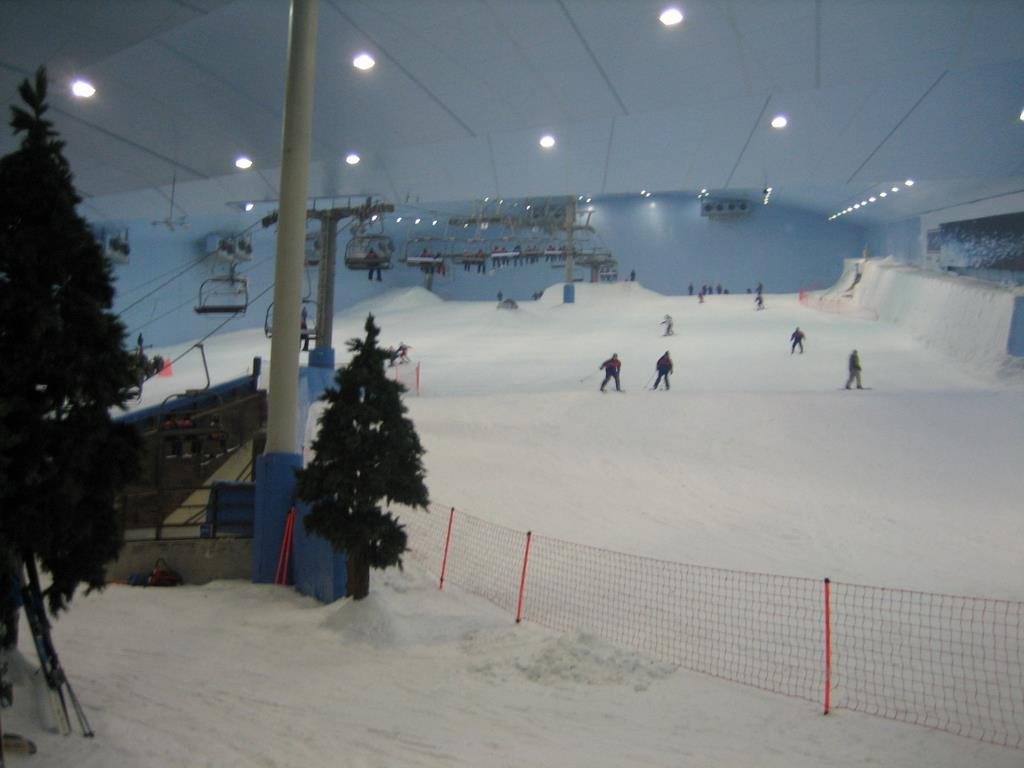
Dốc trượt
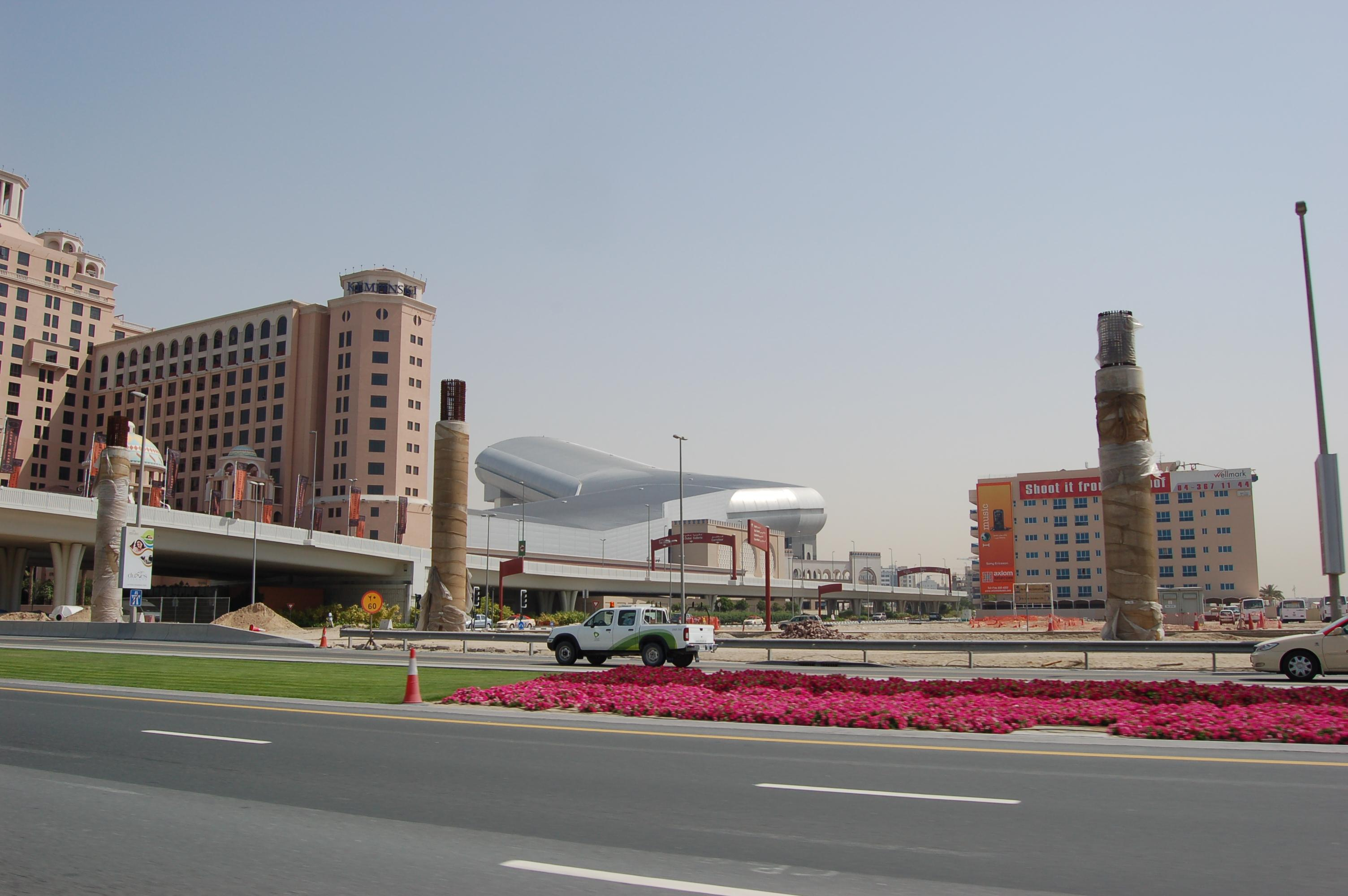
Ski Dubai nhìn từ đường Sheikh Zayed
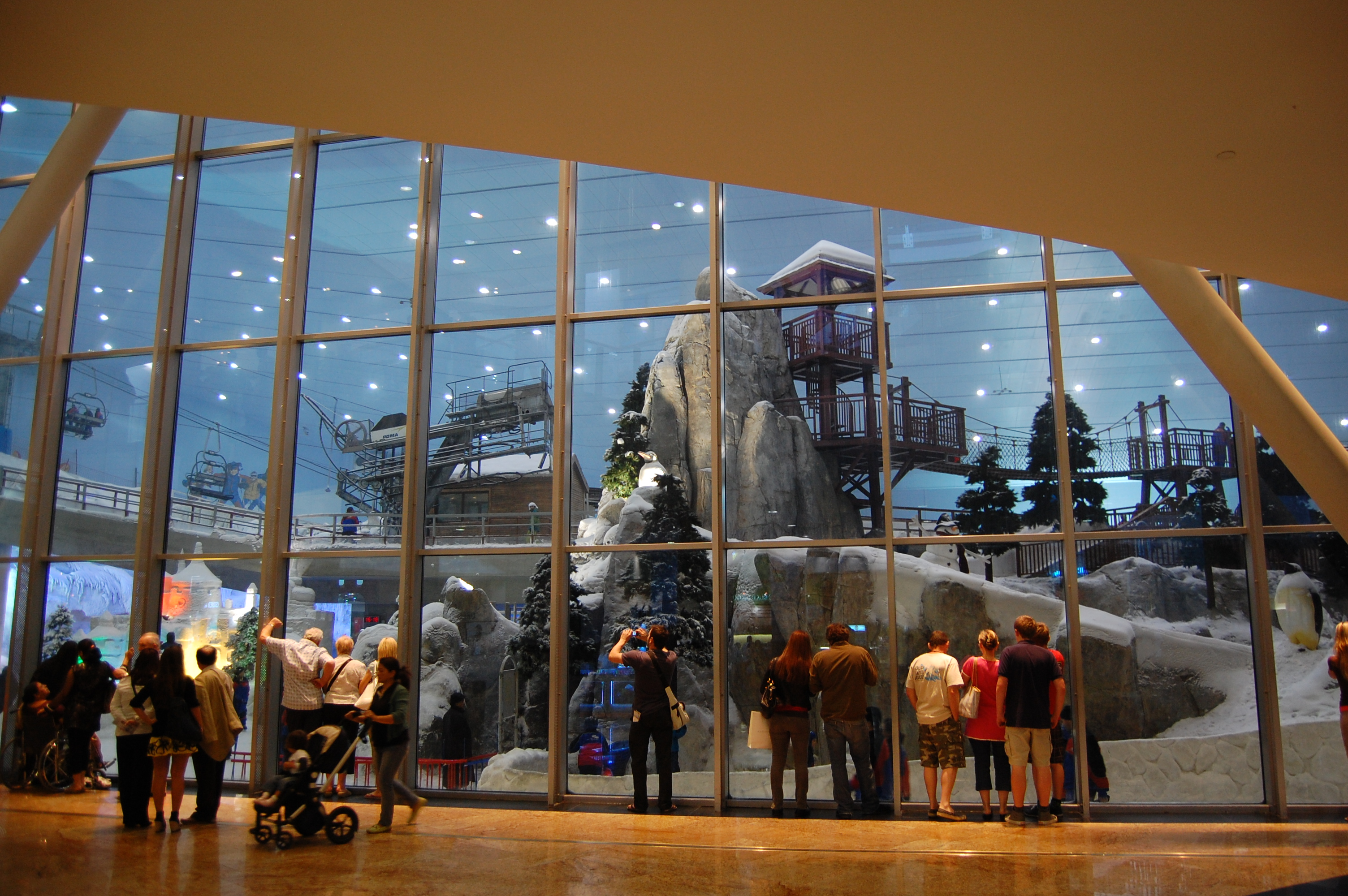
Dốc trượt trong Ski Dubai nhìn từ bên trong Trung tâm mua sắm Emirates
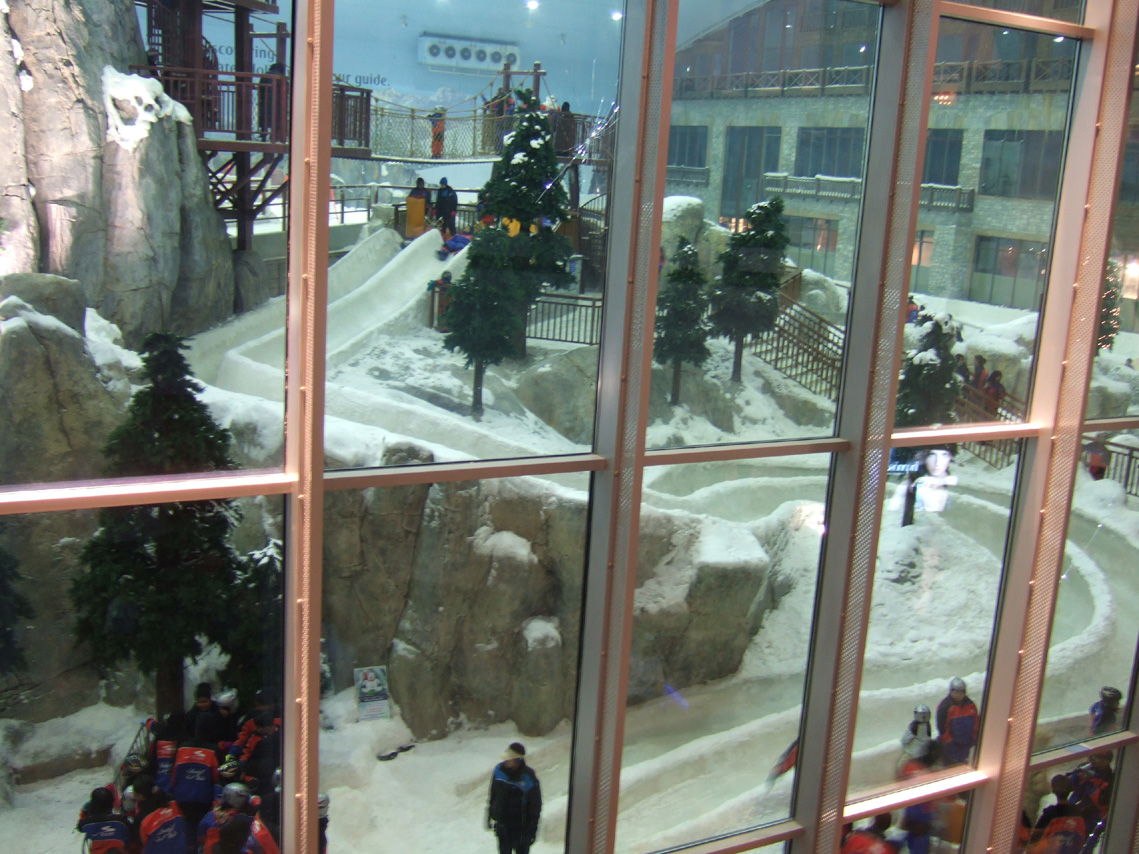
Nhìn từ bên ngoài vào